# ケンタッキー・フライド・ムービー
『ケンタッキー・フライド・ムービー』（The Kentucky Fried Movie）は、1977年のアメリカ合衆国の映画。カラー、アメリカンビスタ（1.85:1）。アメリカのケンタッキー州を舞台に、映画・ドラマ・テレビ番組などのパロディをふんだんに織り込んだオムニバス・ギャグ映画。特に筋書きはなく、スケッチ・コメディーの連続によって成り立っている。
デヴィッドとジェリーのザッカー兄弟、そしてジム・エイブラハムズの3人（ザッカー・エイブラハムズ・ザッカー）がロサンゼルスで上演していたコメディ「ケンタッキー・フライド・シアター」の映画化作品。

## 内容
ケンタッキー・フライド・シアターで上演されていたスケッチが3割、残り7割が映画用に書き下ろしたものとなっている。
11時のニュース (News at 11) パート1
ニュース番組のパロディ。
オイル不足 (Argon)
架空の石油会社「アルゴン」のCMで、ファストフードやニキビ面の若者から油を搾り取って燃料に再利用するという内容。
モーニング・ショー (A.M.Today)
回線が故障してスタジオからの呼び出しに気がつかずハナクソをほじるレポーター、スタジオで暴れだすゴリラ等。
ニュー・カー (His New Car)
発進しようとしても警報が止まない新車の話。脚本のデヴィッド・ザッカー自らドライバー役を担当。
カトリック女子高生のトラブル (Catholic High School Girls in Trouble)
架空の成人映画の予告編。出演俳優陣のクレジット紹介の中にシンガーソングライターのスティーヴン・ビショップがいる。
感じる映画 (Feel-A-Round)
観客の背後に一人の案内係が立ち、映画に添った内容の行為を観客に行う話。
頭痛薬「ナイテクスPM」のCM (Nytex P.M.)
飲むと夜眠れるが朝起きることができなくなる架空の頭痛薬のCM。出演しているのは脚本のジェリー・ザッカー。
ハイ・アドベンチャー (High Adventure)
フランスの海洋冒険家・ラモンへのテレビ・インタビューの話。
11時のニュース (News at 11) パート2
頭痛クリニック (Headache Clinic)
頭を殴られても痛みを感じなくなる架空の頭痛薬のCM。ビル・ビクスビーが本人役で出演。
お家をよい香りに! (Household Odors)
悪臭を別の悪臭でごまかす架空の消臭剤のCM。
セックス・レコード (Sex Record)
セックスの手ほどきをする内容の音声が収録されたレコードを買ってきた夫婦の話。
燃えよ鉄拳（ドラゴン イカレの鉄拳） (A Fistful of Yen)
『燃えよドラゴン』のパロディ。ブルース・リーのような秘密捜査官・ズロース・リー（演：エヴァン・C・キム）が犯罪組織の島でアクションを駆使して敵を倒すにつれて、ストーリー展開が不条理化していき、悪役・クランは水をかけると溶けてしまう（『オズの魔法使』の西の魔女のパロディ）。主人公が履いていた赤い靴のかかとを鳴らすと、舞台はカンザス州の農村に変わり、すべては少女（演：キムの二役）の見た夢であったことが明らかになる（『オズの魔法使』のドロシーのパロディ）。
ウィラー・ビール (Willer Beer)
架空のビールのCM。ビラを配り終わったハレクリシュナ教徒が酒場で暴れるという内容。
11時のニュース (News at 11) パート3
大統領暗殺ゲーム“スコット・フリー” (Scot Free)
大統領暗殺を目指す架空のボードゲームのCM。
『ザッツ・アーマゲドン』予告編 (That's Armagedon)
架空のパニック映画の予告編。ジョージ・レーゼンビーとドナルド・サザーランドが出演している。
死者の権利を守る会 (United Appeal For the Dead)
架空の公共広告のパロディ。ミイラ化した息子を交えた一家団欒が描かれる。ヘンリー・ギブソンが本人役で出演。
法廷 (Courtroom)
1950年代に流行した法廷ドラマを舞台に、コメディドラマ『ビーバーちゃん』の要素が加わったスケッチ。脚本のデヴィッド・ザッカー自ら被告人役を担当。
ネコのフライ (Nesson Oil)
「法廷」の途中で挿入されるパロディCM。
クレオパトラ・シュワルツ (Cleopatra Schwartz)
架空のブラックスプロイテーション映画の予告篇。『クレオパトラ・ジョーンズ』シリーズのパロディ。
教育映画 「酸化亜鉛」とあなた (Zinc Oxide)
日常用品に多く使用されている酸化亜鉛がもしなかったら? という内容の教育映画のパロディ。
危険を求める男 (Danger Seekers)
ヘルメットとライディングスーツを身に着けた男（イーブル・ニーブルのパロディ）が「危険な冒険を行う」と称し、人けのないスラム街でたむろしている黒人の若者の一団に割り込み「ニガー!」と叫んで走って逃げ出す話。
アイウィットネス・ニュース (Eyewitness News)
テレビをつけている部屋で若いカップルが性事を始めると、テレビ画面の中のキャスターやスタッフが画面からそれを覗き込むという話。
11時のニュース (News at 11) パート4
最後のスケッチ。「モーニング・ショー」のニュースキャスターが再び登場して「下は何も履いてません」と言い放って終了する。

## キャスト
| 役名                                            | 俳優                                     | 日本語吹き替え                                      | 日本語吹き替え         |
| 役名                                            | 俳優                                     | DVD版                                               | テレビ版               |
| ----------------------------------------------- | ---------------------------------------- | --------------------------------------------------- | ---------------------- |
| ジョージ・レーゼンビー                          | ジョージ・レーゼンビー                   | 安原義人                                            |                        |
| ドナルド・サザーランド                          | ドナルド・サザーランド                   | 屋良有作                                            |                        |
| スティーヴン・ビショップ                        |                                          |                                                     |                        |
| ビル・ビクスビー                                | ビル・ビクスビー                         | 屋良有作                                            |                        |
| ヘンリー・ギブソン                              | ヘンリー・ギブソン                       | 青野武                                              |                        |
| ルー                                            | エヴァン・C・キム                        | 石丸博也                                            | 富山敬                 |
| クラン                                          | ボン・スー・ハン                         | 大塚芳忠                                            |                        |
| ラモン （海洋冒険家）                           | バリー・デネン                           | 八奈見乗児                                          |                        |
| ポール （インタビュアー）                       | ジョセフ・G・メダリス                    | 青野武                                              |                        |
| ディノ （ゴリラ）                               | リチャード・A・ベイカー （着ぐるみ操演） |                                                     |                        |
| バーバラ （「モーニング・ショー」のキャスター） | ジャニス・ケント                         | 雨蘭咲木子                                          |                        |
| フランク （「モーニング・ショー」のキャスター） | マイケル・ローレンス                     | 相沢正輝                                            |                        |
| 「アイウィットネス・ニュース」のキャスター      | ニール・トンプソン                       | 安原義人                                            |                        |
| ビッグ・ジム・スレイド                          | マニー・ペリー                           |                                                     |                        |
| クレオパトラ・シュワルツ                        | マリリン・ジョイ                         |                                                     |                        |
| その他                                          |                                          | 小宮和枝 高木渉 落合弘治 奥田啓人 田村真紀 杉本ゆう | 内海賢二               |
|                                                 |                                          |                                                     |                        |
| 演出                                            | -                                        | 市来満                                              |                        |
| 翻訳                                            | -                                        | 芝谷真由美                                          |                        |
| 制作                                            | -                                        | ニュージャパンフィルム                              | ザック・プロモーション |

## 製作
1971年よりアメリカ合衆国ウィスコンシン州の州都マディソンで「ベジタブルス」というナンセンスものの芝居を催していたデヴィッド・ザッカーとジェリー・ザッカーの兄弟およびジム・エイブラハムズの3人は、その後ロサンゼルスに進出して20世紀フォックス撮影所近くの倉庫を改造して「ケンタッキー・フライド・シアター」と銘打ち、ベジタブルスを発展・拡大させた芝居を上演し始めた。
この芝居が好評を集めると、3人は1976年に劇場を閉じて映画化に着手した。ジョン・ランディスを監督としてスカウトし、ビデオテープ・プロダクションの元重役であるロバート・K・ワイスのプロデュースを得て10分間のパイロット・フィルムを作成して資金集めを開始。パララックス劇場チェーン社長のキム・ジョーゲンセンが資金提供を引き受け、さらにシネ・アーティスツ・インターナショナルの制作部長ネッド・トバムが全米配給の段取りを担当することが決定し、本編の制作に至った。撮影は1977年初頭に28日間で行われている。

## 日本での劇場公開・テレビ放送・ビデオグラム
日本では1978年に劇場公開されたのち、1983年9月24日に毎日放送の『週末ロードショー』枠で日本語吹き替え版がテレビ放送された。
その後、CIC・ビクタービデオから「元気が出るパロディ・ビデオ シモネタ君」シリーズの一環として『アイダホ・ポテト・ライブ』『ドムドム・ビジョン』とともにVHSソフトとして字幕スーパー版が発売された。日本語字幕に関して、日本で伝わりにくい部分は意図的に原語と異なる訳にするなど変更が加えられている箇所がある。例えば「燃えよ鉄拳」で悪の親玉のセリフに、原語では「デトロイトへ連れて行け」（当時のデトロイトは環境の悪さと失業率の高さで多くのアメリカ人から嫌われていた）となっているのが、字幕では「成田へ連れて行け」（当時は成田国際空港建設騒動の真っ最中）と表示されている。
2002年に日本でリバイバル上映された際にはみうらじゅんが字幕監修を担当した。この新字幕版は同年にパンド社からDVDソフト化された。

## 関連映画
- フライングハイ
- 下落合焼とりムービー